# Краснополь (Днепропетровская область)
Краснополь (укр. Краснопіль) — село,
Зеленогайский сельский совет,
Томаковский район,
Днепропетровская область,
Украина.
Код КОАТУУ — 1225483203. Население по переписи 2001 года составляло 99 человек .

## Географическое положение
Село Краснополь примыкает к селу Тарасовка, на расстоянии в 1,5 км расположено село Новокраснополь.
Рядом проходит автомобильная дорога Т-0809.